# Le Chesnay
Le Chesnay este un oraș în Franța, sîn departamentul Yvelines, în regiunea Île-de-France.

## Spital
- Hôpital André Mignot

## Personalități născute aici
- Nicolas Anelka (n. 1979), fotbalist.

1. ↑  French National Directory of Representatives, accesat în 15 martie 2019
2. ↑  répertoire géographique des communes, accesat în 26 octombrie 2015
3. ↑  dataset of postal codes in France, 1 octombrie 2018